# 台晓虎
台晓虎（1998年3月1日—），山东高密人，中国男子跳水运动员。他曾获得2015年世界游泳锦标赛跳水比赛混合双人10米跳台金牌。他特曾在世界跳水系列赛中获得四枚金牌。